# Hubert Caspari

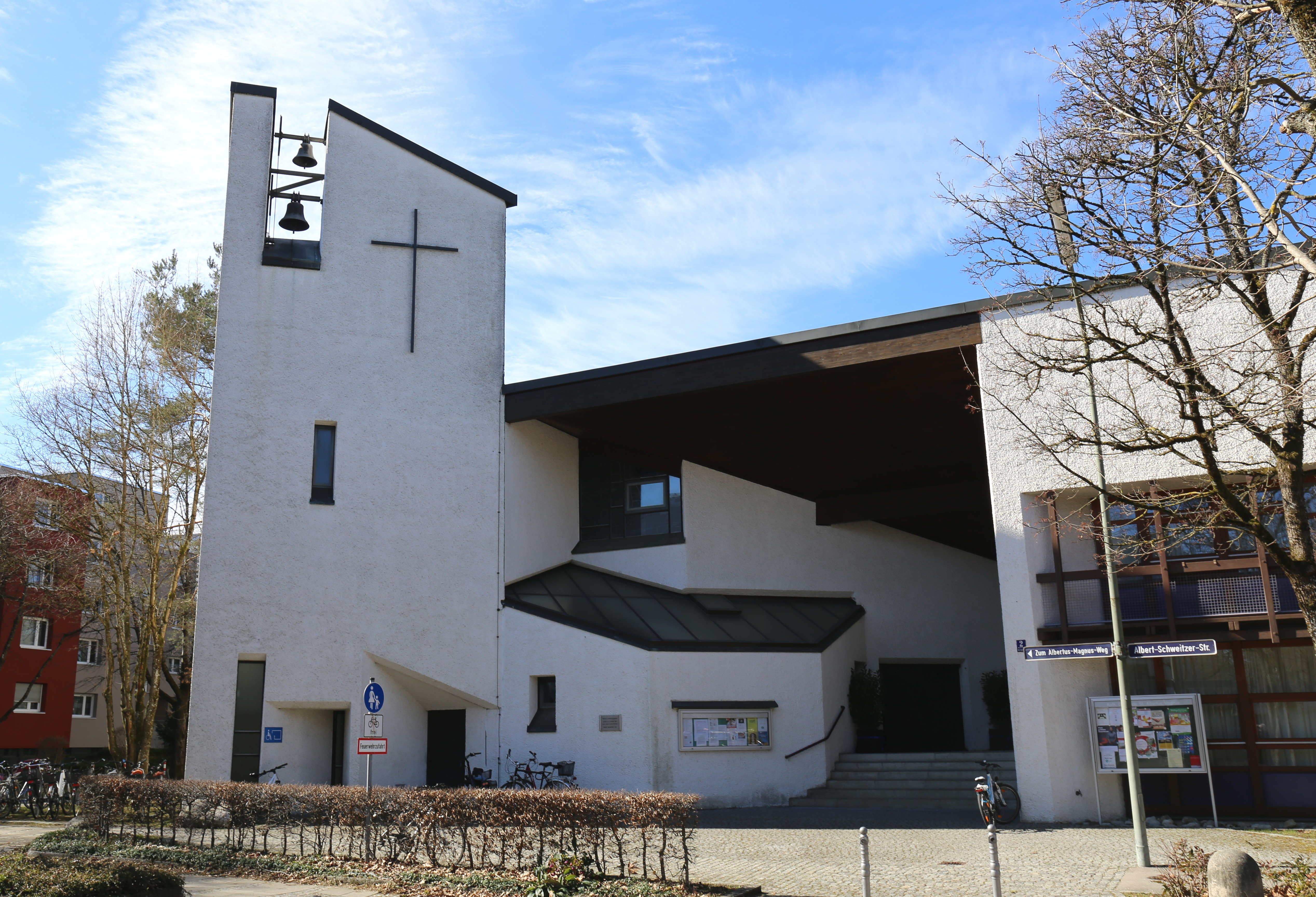
St. Albertus Magnus, Ottobrunn (1977)

Hubert Caspari (* 26. Oktober 1926 in Mediaș, Königreich Rumänien; † 17. April 2004 in Ebenhausen bei München) war ein rumänisch-deutscher Architekt und Hochschullehrer.

## Werdegang
Hubert Caspari war der Sohn des siebenbürgischen Fabrikanten Karl und seiner Frau Ilse. Er besuchte die deutsche Grundschule in Mediasch und anschließend das rumänische Gymnasium in Blasendorf, das er 1946 mit dem Bakkalaureat abschloss. Er sollte deportiert werden, flüchtete aber aus dem Transportzug und lebte in Mediasch im Untergrund. Mit einigen Freunden flüchtete er durch Ungarn nach Österreich und studierte an der Technischen Hochschule Graz Architektur.

### Studium und Arbeit
1950 kam er nach München und setzte sein Studium an der Technischen Hochschule München unter Hans Döllgast, Martin Elsaesser, Friedrich Krauss und Franz Hart fort. Nach dem Abschluss des Studiums 1953 arbeitete er zunächst bei Emanuel Lindner in Osnabrück und Max Ott in München, bevor er sich dann als Architekt selbständig machte. In den 1960er Jahren schloss er sich mit den Architekten Werner Fauser, Friedhelm Amslinger, Peter Biedermann, Werner Böninger zur „Gruppe 5“ zusammen, die an zahlreichen Wettbewerben (u. a. für das Zentrum Perlach) teilnahmen. Später gründete er die „Planungsgruppe Caspari“, an der auch sein Sohn Michael Caspari beteiligt war.

### Lehrtätigkeit
Caspari lehrte als Professor Architektur an der Fachhochschule München, wo er zwischen 1971 und seiner Emeritierung 1991 mehrere Male das Amt des Dekans innehatte. Er orientierte sich an der Architektur von Le Corbusier.

## Bauten

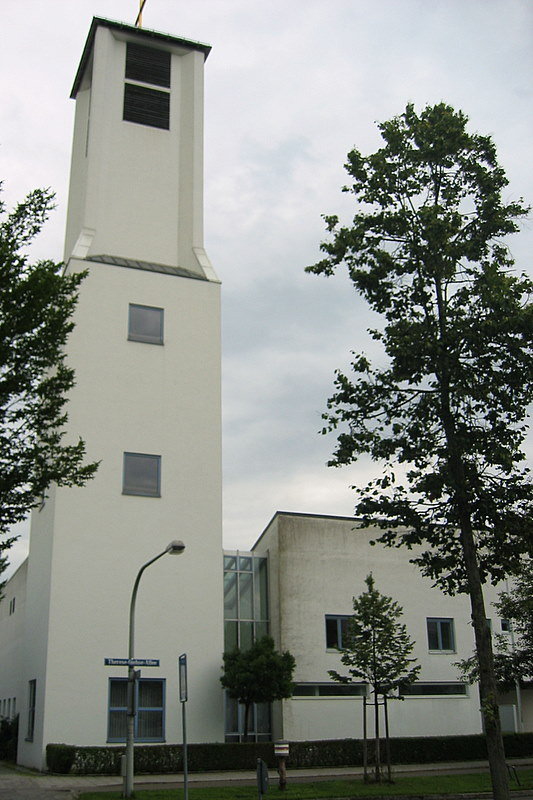
St. Maximilian Kolbe

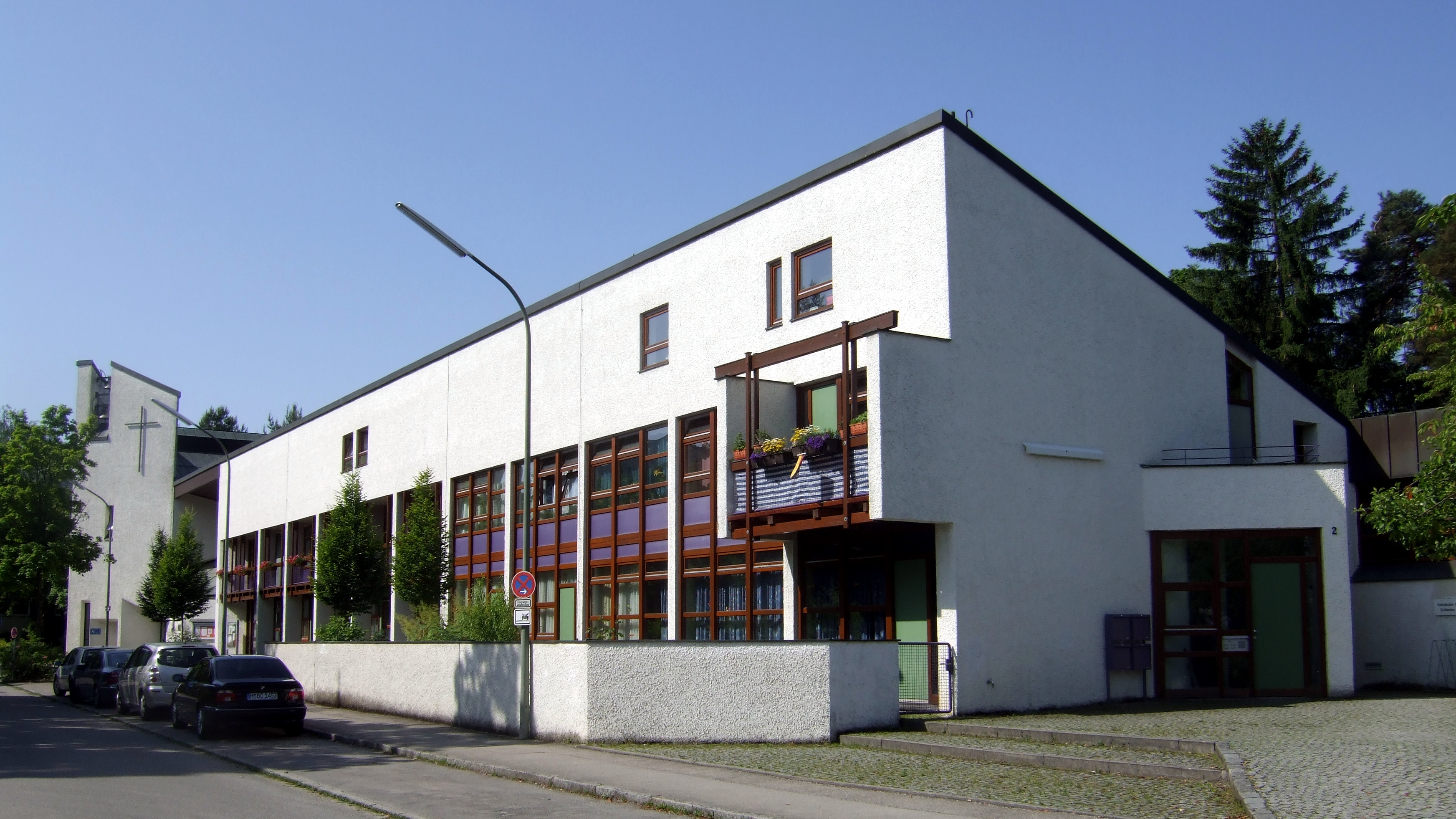
Gemeindezentrum St. Albertus Magnus

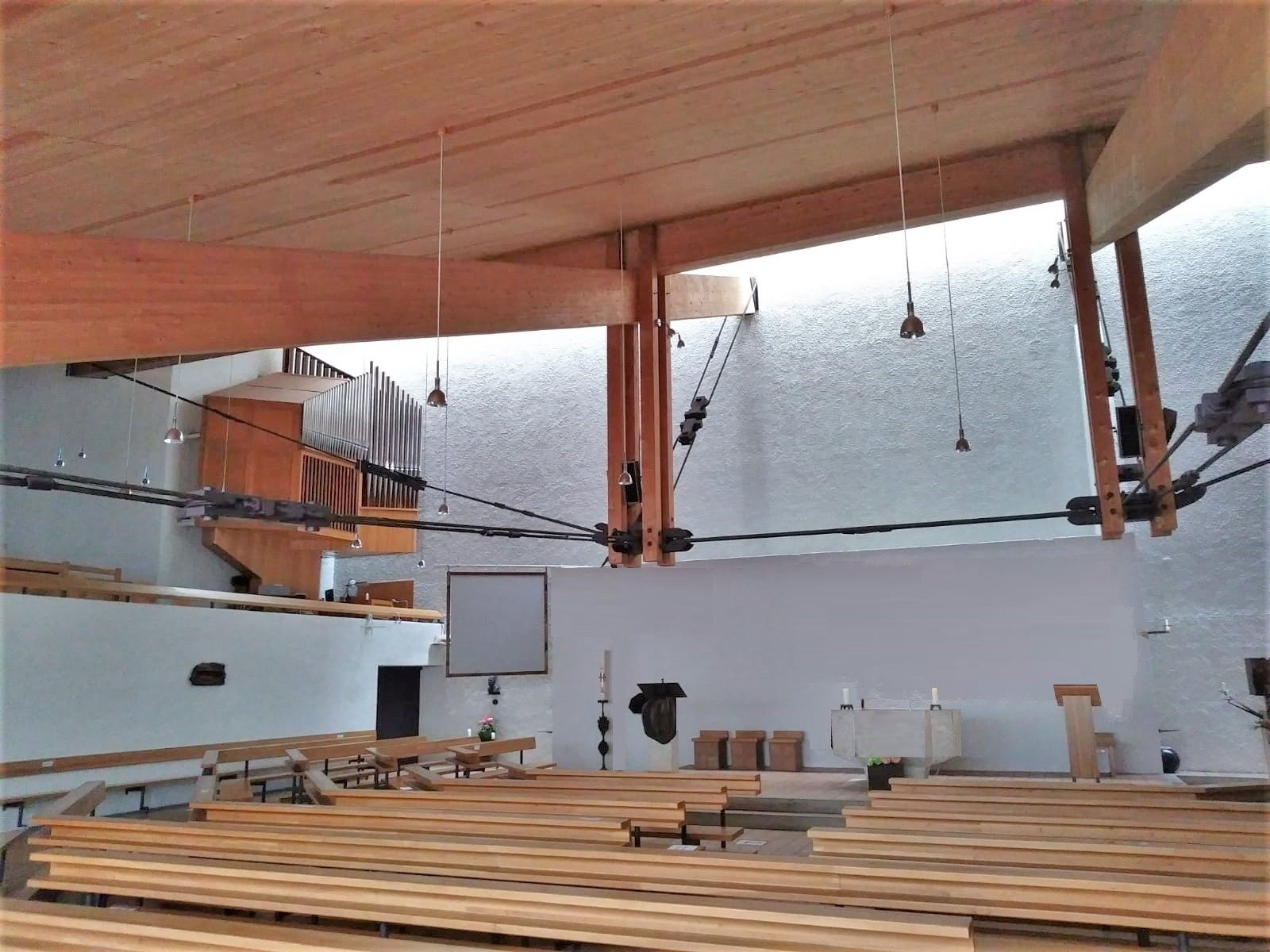
St. Albertus Magnus, Ottobrunn

- 1959: Verwaltungsgebäude der Firma Agrob, Ismaning
- 1960: Privatklinik Dr. Decker, Schwabing
- 1969–1971: Verwaltungsgebäude der Firma Dorst, Kochel am See
- 1971: Grundschule 1, Heufeld
- 1972: Freizeit- und Erholungspark, Freilassing mit Gerhart Teutsch, Herbert Meyer-Sternberg und Kurt Seidel
- 1973–1974: Lager- und Verwaltungsgebäude der Firma Stollsteimer, Karlsfeld
- 1971–1974: Realschule, Neubiberg
- 1976–1977: Kath. Pfarrkirche St. Albertus-Magnus, Ottobrunn
- 1979: Evangelische Kirche, Scharlach
- 1979–1982: Staatliche Realschule, Vaterstetten
- 1982: Evangelische Kirche, Emmering
- 1986–1987: Reifen-Service-Zentrum Reiff, Reutlingen
- 1990–1992: Hanfstingl-Verlag, Geretsried
- 1991–1994: Umspannwerk, Moosfeld[2]
- 1993–1994: Grundschule 2, Heufeld
- 1993–1995: Kirchenzentrum St. Maximilian Kolbe, Neuperlach
- Grundschule, Bruckmühl Mitte
- Sonderpädagogisches Förderzentrum, Dorfen
- Siebenbürger Heim, Lechbruck

## Ehemalige Mitarbeiter
- Herbert Meyer-Sternberg[3]
- Wilhelm Huber (* 1954), Architekt